# Löftet
Löftet (orig. The Pledge) är en amerikansk film från 2001 i regi av Sean Penn. I huvudrollen syns Jack Nicholson. Filmen är baserad på en roman från 1959 av den schweiziske författaren Friedrich Dürrenmatt, Kommissariens löfte (Das Versprechen).

## Rollista (urval)
- Jack Nicholson - Jerry Black
- Patricia Clarkson - Margaret Larsen
- Benicio Del Toro - Toby Jay Wadenah
- Adrien Dorval - sheriff
- Aaron Eckhart - Stan Krolak
- Helen Mirren - läkare
- Robin Wright Penn - Lori
- Vanessa Redgrave - Annalise Hansen
- Mickey Rourke - Jim Olstad